# Arrival of Tongkin Train
Arrival of Tongkin Train – amerykański niemy film dokumentalny z 1901 roku. Premiera filmu w Stanach Zjednoczonych odbyła się 24 października 1901.